# Ювентий (эдил)
Юве́нтий, или Ювенций (полное имя неизвестно; лат. Iuventius; IV век до н. э.), — римский политический деятель из плебейского рода Ювентиев, курульный эдил 306 года до н. э. Считается первым курульным эдилом из плебеев. Данные о нём, по-видимому, сохранялись в рамках семейной традиции Ювентиев. Антиковеды полагают, что эти данные могли быть сфальсифицированы.